# Eigenruimte
Een eigenruimte van een lineaire transformatie van een vectorruimte is de deelruimte van die vectorruimte die bestaat uit alle eigenvectoren die behoren bij dezelfde eigenwaarde van die lineaire transformatie, uitgebreid met de nulvector. Voor elke eigenwaarde van de lineaire transformatie is er dus een bijhorende eigenruimte. Dat een eigenruimte een lineaire deelruimte is, berust op het feit dat elke lineaire combinatie van eigenvectoren bij dezelfde eigenwaarde ook een eigenvector bij die eigenwaarde is, tenzij deze combinatie de nulvector is. 

## Eindige dimensie
Voor de dimensie {\displaystyle \dim(W_{\lambda })} van de eigenruimte {\displaystyle W_{\lambda }} bij de eigenwaarde {\displaystyle \lambda } geldt:
{\displaystyle 1\leq \dim(W_{\lambda })\leq m_{\lambda }},
waarin {\displaystyle m_{\lambda }} de algebraïsche multipliciteit van de eigenwaarde {\displaystyle \lambda } is, d.w.z. de multipliciteit van {\displaystyle \lambda } als wortel van de karakteristieke polynoom. 
De dimensie {\displaystyle \dim(W_{\lambda })} is de geometrische multipliciteit van de eigenwaarde {\displaystyle \lambda } van de vierkante matrix die de lineaire transformatie representeert.
De algebraïsche multipliciteit is dus een bovengrens voor de geometrische multipliciteit. Voor enkelvoudige eigenwaarden, dus met multipliciteit gelijk aan 1, is de dimensie van de bijhorende eigenruimte dus steeds gelijk aan 1. Voor meervoudige eigenwaarden zal de dimensie in veel gevallen gelijk zijn aan de algebraïsche multipliciteit, maar ze kan ook minder zijn. In dat geval zegt men dat de eigenwaarde ontaard is. Men kan aantonen dat de eigenwaarden van symmetrische matrices nooit ontaard zijn, ook niet als de algebraïsche multipliciteit van zo'n eigenwaarde groter is dan 1.

### Voorbeeld
De matrix
{\displaystyle {\begin{bmatrix}2&-1&0\\2&5&0\\0&0&3\end{bmatrix}}}
heeft als eigenwaarden {\displaystyle \lambda _{1}=3} met algebraïsche multipliciteit 2 en {\displaystyle \lambda _{2}=4}.
Bij de eigenwaarde {\displaystyle \lambda _{1}=3} horen de onafhankelijke eigenvectoren 
{\displaystyle v_{1}={\begin{bmatrix}1\\-1\\0\end{bmatrix}}} en {\displaystyle v_{2}={\begin{bmatrix}0\\0\\1\end{bmatrix}}}
Bij {\displaystyle \lambda _{2}=4} hoort de eigenvector
{\displaystyle v_{3}={\begin{bmatrix}1\\-2\\0\end{bmatrix}}}
Bij beide eigenwaarden horen dus evenveel lineair onafhankelijke eigenvectoren als de algebraïsche multipliciteit van de eigenwaarde. Zij vormen in beide gevallen een basis van de eigenruimte van die bepaalde eigenwaarde. Voor elke eigenruimte is de dimensie dus gelijk aan de multipliciteit. Er treedt dus geen ontaarding op. Een gevolg is dan dat het mogelijk is een basis van de volledige vectorruimte te vinden die volledig uit eigenvectoren van deze matrix bestaat. Anders gezegd, de vectorruimte is de directe som van de afzonderlijke eigenruimten. 
In het geval van ontaarde matrix heeft minstens één eigenruimte niet een dimensie gelijk aan de multipliciteit van de bijhorende eigenwaarde. Gezien de som van de multipliciteiten steeds gelijk is aan de dimensie van de vectorruimte, zal de som van de dimensies van de eigenruimtes dit totaal niet halen. Het is dan niet meer mogelijk een basis van de vectorruimte te construeren die volledig uit eigenvectoren van de matrix bestaat. Dit is bijvoorbeeld het geval bij de matrix:
{\displaystyle {\begin{bmatrix}2&-2&0\\2&6&0\\0&0&3\end{bmatrix}}}
die naast een enkelvoudige eigenwaarde 3, ook een dubbele eigenwaarde 4 heeft. De dimensie van de eigenruimte horend bij de eigenwaarde 4 is 1, dus is de eigenwaarde 4 ontaard.